# Sveriges P93-landslag i fotboll
Sveriges P93-landslag i fotboll var ett ungdomslandslag i fotboll för pojkar födda 1993. Laget var verksamt under perioden 2008-2012, då de var P15-P19-landslaget.
Efter detta har spelarna uppgått i spel i Sveriges U21-landslag och Sveriges herrlandslag.

## Spelare
Spelarna listas det år som de gjorde debut i landslaget. Antalet landskamper och mål är den summa som de hade uppnått när landslaget avvecklades efter säsongen 2013.

### Spelare 2008
- Agon Beqiri. Klubbar under landslagskarriären: IFK Trollhättan och FC Trollhättan. Antal U17-landskamper/Mål: 3/0. Antal U19-landskamper/Mål: 3/0.
- Ahmad Al-Ammari. Klubbar under landslagskarriären: Husqvarna FF. Antal U17-landskamper/Mål: 9/1.
- Anton Sandberg Magnusson. Klubbar under landslagskarriären: IF Brommapojkarna. Antal U17-landskamper/Mål: 21/8.
- Anton Vilstrup. Klubbar under landslagskarriären: Mariestads BK Skövde AIK. Antal U17-landskamper/Mål: 6/0. Antal U19-landskamper/Mål: 5/0.
- Carlos Garcia Ambrosiani. Klubbar under landslagskarriären: Djurgårdens IF och Juventus. Antal U17-landskamper/Mål: 18/0. Antal U19-landskamper/Mål: 11/0.
- Christoffer Gatara. Klubbar under landslagskarriären: IF Elfsborg. Antal U17-landskamper/Mål: 3/0.
- Daniel Sahib. Klubbar under landslagskarriären: Fässbergs IF. Antal U17-landskamper/Mål: 4/3.
- Filip Nilsson. Klubbar under landslagskarriären: Vellinge IF och Trelleborgs FF. Antal U17-landskamper/Mål: 2/0. Antal U19-landskamper/Mål: 1/0.
- Jacob Ericsson. Klubbar under landslagskarriären: Carlstad United och AIK. Antal U17-landskamper/Mål: 10/0. Antal U19-landskamper/Mål: 2/1.
- Joel Rajalakso. Klubbar under landslagskarriären: Enköpings SK. Antal U17-landskamper/Mål: 7/1. Antal U19-landskamper/Mål: 2/0.
- Jonathan Azulay. Klubbar under landslagskarriären: Askims IK och IFK Göteborg. Antal U17-landskamper/Mål: 8/2. Antal U19-landskamper/Mål: 15/1.
- Jonathan Åkerman Berndtsson. Klubbar under landslagskarriären: Trelleborgs FF. Antal U17-landskamper/Mål: 14/0. Antal U19-landskamper/Mål: 3/0.
- Joni Antar. Klubbar under landslagskarriären: IF Sylvia. Antal U17-landskamper/Mål: 2/0.
- Kevin Angleborn. Klubbar under landslagskarriären: Hammarby IF. Antal U17-landskamper/Mål: 6/0.
- Kristoffer Thydell. Klubbar under landslagskarriären: Halmstads BK. Antal U17-landskamper/Mål: 15/0. Antal U19-landskamper/Mål: 9/0.
- Luca Sciacca. Klubbar under landslagskarriären: Boo FF och Hammarby IF. Antal U17-landskamper/Mål: 10/1.
- Lucas Ohlander. Klubbar under landslagskarriären: Helsingborgs IF. Antal U17-landskamper/Mål: 17/8. Antal U19-landskamper/Mål: 6/0.
- Marcus Krmpotic Svensson. Klubbar under landslagskarriären: Högaborgs BK. Antal U17-landskamper/Mål: 3/0. Antal U19-landskamper/Mål: 3/0.
- Mattias Hansson. Klubbar under landslagskarriären: IFK Uddevalla. Antal U17-landskamper/Mål: 2/0.
- Mattias Pavic. Klubbar under landslagskarriären: Emmaboda IS och Kalmar FF. Antal U17-landskamper/Mål: 21/1.
- Måns Söderqvist. Klubbar under landslagskarriären: Emmaboda IS och Kalmar FF. Antal U17-landskamper/Mål: 24/4. Antal U19-landskamper/Mål: 11/0.
- Roy Hoang. Klubbar under landslagskarriären: Kristianstads FF. Antal U17-landskamper/Mål: 4/0.
- Simon Hedlund. Klubbar under landslagskarriären: FC Trollhättan och IF Elfsborg. Antal U17-landskamper/Mål: 18/1. Antal U19-landskamper/Mål: 9/0.
- Simon Strand. Klubbar under landslagskarriären: Djurgårdens IF. Antal U17-landskamper/Mål: 2/0.

### Spelare 2009
- Amin Nazari. Klubbar under landslagskarriären: Malmö FF. Antal U17-landskamper/Mål: 12/3. Antal U19-landskamper/Mål: 8/3.
- Davor Blazevic. Klubbar under landslagskarriären: IF Brommapojkarna. Antal U17-landskamper/Mål: 9/0. Antal U19-landskamper/Mål: 11/0.
- Erik Berthagen. Klubbar under landslagskarriären: GAIS. Antal U17-landskamper/Mål: 14/0. Antal U19-landskamper/Mål: 2/0.
- Fredrik Rahm. Klubbar under landslagskarriären: Hudiksvalls ABK. Antal U17-landskamper/Mål: 3/0.
- Karl Holmberg. Klubbar under landslagskarriären: Karlslunds IF och Örebro SK. Antal U17-landskamper/Mål: 10/1. Antal U19-landskamper/Mål: 11/4.
- Marcus Vahlström. Klubbar under landslagskarriären: Ersboda SK. Antal U17-landskamper/Mål: 3/0.
- Mattias Ljung. Klubbar under landslagskarriären: Kalmar FF. Antal U17-landskamper/Mål: 6/0. Antal U19-landskamper/Mål: 2/1.
- Robin Tranberg. Klubbar under landslagskarriären: IF Brommapojkarna, Hammarby IF och Enköpings SK. Antal U17-landskamper/Mål: 15/2. Antal U19-landskamper/Mål: 9/0.
- Simon Lundgren. Klubbar under landslagskarriären: AIK. Antal U17-landskamper/Mål: 2/0.
- Tobias Lewicki. Klubbar under landslagskarriären: Malmö FF. Antal U17-landskamper/Mål: 14/1. Antal U19-landskamper/Mål: 2/0.
- William Lindgren. Klubbar under landslagskarriären: Carlstad United. Antal U17-landskamper/Mål: 1/0.

### Spelare 2010
- Adam Eriksson. Klubbar under landslagskarriären: Örebro SK. Antal U17-landskamper/Mål: 3/0.
- Andreas Linde. Klubbar under landslagskarriären: Helsingborgs IF. Antal U17-landskamper/Mål: 2/0. Antal U19-landskamper/Mål: 5/0.
- Andreas Östling. Klubbar under landslagskarriären: Västerås SK. Antal U19-landskamper/Mål: 4/0.
- Anton Hansén. Klubbar under landslagskarriären: Eskilstuna City. Antal U17-landskamper/Mål: 2/0.
- Besnik Rustemaj. Klubbar under landslagskarriären: Blackburn Rovers och Kalmar FF. Antal U17-landskamper/Mål: 3/1. Antal U19-landskamper/Mål: 2/0.
- Emil Bergström. Klubbar under landslagskarriären: Djurgårdens IF. Antal U19-landskamper/Mål: 10/0.
- Erik Törnros. Klubbar under landslagskarriären: Gefle IF. Antal U17-landskamper/Mål: 6/2. Antal U19-landskamper/Mål: 2/0.
- Dzenis Kozica. Klubbar under landslagskarriären: IFK Värnamo. Antal U19-landskamper/Mål: 10/1.
- Filip Helander. Klubbar under landslagskarriären: Malmö FF. Antal U17-landskamper/Mål: 2/0. Antal U19-landskamper/Mål: 2/0.
- Filip Tronêt. Klubbar under landslagskarriären: Västerås SK. Antal U17-landskamper/Mål: 3/1. Antal U19-landskamper/Mål: 6/0.
- Granit Buzuku. Klubbar under landslagskarriären: GIF Sundsvall. Antal U17-landskamper/Mål: 3/0.
- Mehmed Hafizovic. Klubbar under landslagskarriären: Ljusdals IF och GIF Sundsvall. Antal U17-landskamper/Mål: 1/0. Antal U19-landskamper/Mål: 1/0.
- Nikola Ladan. Klubbar under landslagskarriären: BK Häcken. Antal U17-landskamper/Mål: 3/0. Antal U19-landskamper/Mål: 2/0.
- Pelle Ödlund. Klubbar under landslagskarriären: IK Gauthiod. Antal U19-landskamper/Mål: 4/0.
- Ricardo Gray Persson. Klubbar under landslagskarriären: Porto. Antal U17-landskamper/Mål: 3/1.
- Sebastian Möller. Klubbar under landslagskarriären: Halmstads BK. Antal U17-landskamper/Mål: 5/0.

### Spelare 2011
- Ardian Rexhepi. Klubbar under landslagskarriären: Halmstads BK. Antal U19-landskamper/Mål: 2/0.
- Branimir Hrgota. Klubbar under landslagskarriären: Jönköpings Södra och Borussia Mönchengladbach. Antal U19-landskamper/Mål: 9/3.
- Mathias Andersson. Klubbar under landslagskarriären: Landskrona BoIS. Antal U19-landskamper/Mål: 6/0.
- Mikael Ishak. Klubbar under landslagskarriären: Assyriska FF. Antal U19-landskamper/Mål: 8/3.
- Philip Sparrdal Mantilla. Klubbar under landslagskarriären: Djurgårdens IF. Antal U19-landskamper/Mål: 6/0.
- Shkodran Maholli. Klubbar under landslagskarriären: Halmstads BK. Antal U19-landskamper/Mål: 2/0.
- Simon Kroon. Klubbar under landslagskarriären: Malmö FF. Antal U19-landskamper/Mål: 5/0.
- Sulayman Jobarteh. Klubbar under landslagskarriären: Väsby United och IK Sirius. Antal U19-landskamper/Mål: 5/0.

### Spelare 2012
I den sista dubbellandskampen mot Finland ställde Sverige upp med U20-landslag . Detta innebar att en trio spelare födda 1992 blev uttagna. Spelare födda 1992 som antingen deltog i matchen eller lämnade återbud är: Philip Andersson, Tobias Malm och Christoffer Nyman. Spelarna födda 1992 sorteras in i sitt landslag och spaltas inte här.
- Albin Nilsson. Klubbar under landslagskarriären: Ängelholms FF. Antal U19-landskamper/Mål: 2/0.
- Fredrik Lundgren. Klubbar under landslagskarriären: Östers IF. Antal U19-landskamper/Mål: 2/0.
- Hampus Andersson. Klubbar under landslagskarriären: BK Häcken. Antal U19-landskamper/Mål: 1/0.
- Jacob Rinne. Klubbar under landslagskarriären: BK Forward. Antal U19-landskamper/Mål: 1/0.
- Linus Tornblad. Klubbar under landslagskarriären: GAIS. Antal U19-landskamper/Mål: 2/0.
- Robin Quaison. Klubbar under landslagskarriären: AIK. Antal U19-landskamper/Mål: 2/0.
- Sam Larsson. Klubbar under landslagskarriären: IFK Göteborg. Antal U19-landskamper/Mål: 3/0.

### Spelare 2013
Till Sveriges P94-landslag i fotboll dubbelmöte mot Finland togs tre spelare födda 1993 ut. Av dessa gjorde två stycken sin debut.
- Jakob Lindström. Klubbar under landslagskarriären: Örgryte IS. Antal U19-landskamper/Mål: 2/0.
- Malkolm Moenza. Klubbar under landslagskarriären: GAIS. Antal U19-landskamper/Mål: 2/0.

## Seniornivå
Spelarna här nedan har tagit klivet upp till A-landslaget eller U21-landslaget. Antingen i Sverige eller genom att de har valt att representera ett annat landslag på denna nivå.

### A-landslag
Antal landskamper och mål gäller den 24 januari 2015.
- Robin Quaison. Antal landskamper/mål: 4/2. Landslagdebut: Sverige 1-1 Nordkorea, 23 januari 2013. [8]
- Branimir Hrgota. Antal landskamper/mål: 3/0. Landslagdebut: Sverige 2-0 Estland, 4 september 2014. [9]
- Mikael Ishak. Antal landskamper/mål: 2/0. Landslagdebut: Sverige 2-0 Elfenbenskusten, 15 januari 2015. [10]
- Emil Bergström. Antal landskamper/mål: 1/0. Landslagdebut: Sverige 0-1 Finland, 19 januari 2015. [11]

### U21-landslag
Antal landskamper och mål gäller den 24 januari 2015.
- Mikael Ishak. Antal landskamper/mål: 18/9. Landslagdebut: Ukraina 6-0 Sverige, 31 maj 2012. [12]
- Robin Quaison. Antal landskamper/mål: 11/0. Landslagdebut: Slovenien 2-1 Sverige, 6 september 2012. [13]
- Branimir Hrgota. Antal landskamper/mål: 10/3. Landslagdebut: Tjeckien 1-1 Sverige, 14 november 2012.[14]
- Davor Blazevic. Antal landskamper/mål: 1/0. Landslagdebut: Tjeckien 1-1 Sverige, 14 november 2012. [14]
- Emil Bergström. Antal landskamper/mål: 2/0. Landslagdebut: Tjeckien 1-1 Sverige, 14 november 2012. [14]
- Filip Helander. Antal landskamper/mål: 13/0. Landslagdebut: Tjeckien 1-1 Sverige, 14 november 2012.[14]
- Jacob Rinne. Antal landskamper/mål: 2/0. Landslagdebut: Tjeckien 1-1 Sverige, 14 november 2012. [14]
- Karl Holmberg. Antal landskamper/mål: 1/0. Landslagdebut: Tjeckien 1-1 Sverige, 14 november 2012. [14]
- Mathias Andersson. Antal landskamper/mål: 2/0. Landslagdebut: Tjeckien 1-1 Sverige, 14 november 2012. [14]
- Måns Söderqvist. Antal landskamper/mål: 5/0. Landslagdebut: Tjeckien 1-1 Sverige, 14 november 2012.[14]
- Amin Nazari. Antal landskamper/mål: 1/0. Landslagdebut: England 4-0 Sverige, 5 februari 2013. [15]
- Andreas Linde. Antal landskamper/mål: 3/0. Landslagdebut: England 4-0 Sverige, 5 februari 2013. [15]
- Jonathan Azulay. Antal landskamper/mål: 3/0. Landslagdebut: England 4-0 Sverige, 5 februari 2013. [15]
- Sam Larsson. Antal landskamper/mål: 6/1. Landslagdebut: England 4-0 Sverige, 5 februari 2013. [15]
- Simon Hedlund. Antal landskamper/mål: 2/0. Landslagdebut: Portugal 0-1 Sverige, 21 mars 2013. [15]
- Simon Kroon. Antal landskamper/mål: 6/0. Landslagdebut: Sverige 3-2 Schweiz, 6 juni 2013. [16]
- Malkolm Moenza. Antal landskamper/mål: 2/1. Landslagdebut: Island 0-2 Sverige, 5 juni 2014. [17]

### Nya Landslagsmän
Spelare som inte fanns med under P15-P19 tiden men som gjort landskamper för Sveriges U21-landslag eller Sveriges herrlandslag.